# 鎌倉太郎
鎌倉 太郎（本名：かまくら たろう、1973年3月3日 - ）は、日本の俳優。高知県出身。身長174cm、A型。芸能事務所「株式会社 仕事」に所属し、仲代達矢主宰の無名塾、福田雄一が座長を務める劇団ブラボーカンパニー（コメディ・コント）の舞台を中心に活動。

## 来歴・人物
成城大学卒業。大学在学中の1992年から福田雄一が旗揚げした劇団・ブラボーカンパニーに参加。大学卒業後の進路に悩んでいた際、福田から無名塾の受験を薦められて受験する。
1995年4月、仲代達矢主宰の無名塾に入塾。1996年から数々の無名塾公演に出演している。無名塾の同期には進藤健太郎、神林茂典らがいる。
特技は逆立ち、土佐弁、水泳、空手など。舞台で使用する小道具をダンボールで作成することを特技のひとつとしており、テレビドラマ・勇者ヨシヒコシリーズで使用されたダンボールで作ったモンスターは『勇者ヨシヒコ展』で展示された。完成度の高いダンボール細工は、自身のブログでも紹介されている。
少年時代から憧れている俳優に、ジャッキー・チェン、真田広之、キアヌ・リーブスをあげている。

## 出演

### 舞台
- ＜無名塾公演＞
  - 「リチャード三世」作：W.シェークスピア、演出：隆巴（1996年）
  - 「いのちぼうにふろう物語」作：山本周五郎、劇作：隆巴（1997～1998年）
  - 「どん底」作：ゴーリキー、演出：林清人（1999～2000年）
  - 「森は生きている」作：マルシャーク、演出：仲代達矢（2003年）
  - 「長州異聞ー白井飯山小伝」(2006年）
  - 「ドン・キホーテ」演出：丹野郁弓(2007～2008年）
  - 「長州異聞ー白井飯山小伝」（2008年）
  - 「マクベス」作：W.シェークスピア（2009年） - 暗殺者役
  - 「友達」（2010年5月7日〜16日、仲代劇堂）
  - 「等伯 反骨の画聖」（2010年7月8日〜11日、能登演劇堂）
  - 「炎の人」作：三好十郎、演出：鵜山仁（2010年、能登演劇堂） - 神父役、画材屋主人タンギー役
  - 「HOBSONS' CHOICE〜ホブソンの婿選び」作：ハロルド・ブリッグハウス、演出：丹野郁弓） - 靴職人タビー役
  - 「ロミオとジュリエット」作：W.シェークスピア、演出：高瀬久男（2013～2014年）ベンブォーリオ役
  - 「赤い自転車」作・演出：岡山矢（2016年、仲代劇堂）
  - 「かもめ」作：チェーホフ、演出：江間直子（2017年、仲代劇堂）トレープレフ役
  - 「肝っ玉おっ母と子どもたち」作：ブレヒト、演出：隆巴（2018～2019年）－兵士役ほか
  - 「野鴨」作：イプセン、演出：笹部博司（2019年、仲代劇堂）豪商ヴェルレ役

- ＜ブラボーカンパニー公演＞
  - 『秋夜後刻』（1992年10月）
  - 『天晴パラダイス青信号〜ドクターノオ』（1992年12月）
  - 『金盃』（1993年4月）
  - 『悪で気楽な親分衆』（1993年6月）
  - 『熱海殺人事件』（1993年9月）
  - 『泥馬倶楽部』（1993年11月）
  - 『天晴大賞典』（1993年12月）
  - 『朝日のような夕日をつれて94〜夢を召しませ』（1994年12月）
  - 『夏は夜』（1994年6月）
  - 『風に絵を描く』（1994年10月）
  - 『天晴城奇談〜百萬両の壺』（1994年12月）
  - 『一回休み』（1995年8月）
  - 『何すんだよ』（1996年5月）
  - 『天晴コンピューターズライブ』（1997年4月）
  - 『オレは待ってるぜ！！』（1997年7月　新宿タイニイ・アリス）
  - 『BRAVO VIKING PARADE』（1998年1月）
  - 『天晴城奇談〜百萬両の壺』（1999年8月）
  - 『ハードボイルドには遠い道のり』（2000年）
  - 『山と月の記し』（2000年）
  - 『俺は待ってるぜ』（2001年）
  - 『天晴スープレックス』（2001年）
  - 『天晴れ大賞典』2001年）
  - 『サンダーバードでぶっとばせ!』（2002年1月、中野・ザ・ポケット）
  - 『ゆけ！モンゴルへ』（2002年）
  - 『天晴スープレックス2』（2002年）
  - 『カジノ☆キング』（2003年7月、東京芸術劇場小ホール1）
  - 『ウルトラスープレックス』（2005年10月19日〜23日、東京芸術劇場小ホール1）
  - 『大洗にも星はふるなり』（2006年12月13日〜17日、恵比寿・エコー劇場）
  - 『トライバッカ』（2006年3月16日〜21日、シアターグリーン）
  - 『天晴スープレックス SPECIAL』（2009年3月3日〜8日、下北沢　小劇場楽園）
  - 『大洗にも星はふるなり』（2009年12月9日〜13日、恵比寿・エコー劇場）
  - 『天晴スープレックス5』（2010年2月17日〜28日、下北沢小劇場 楽園） - 主演
  - 『天晴スープレックス6』（2013年5月10日〜19日、下北沢Geki地下リバティ） - 主演
  - 『サンダーバードでぶっばせ!!』（2014年2月21日〜3月2日、中野　テアトルBONBON）
  - 『タイトル未定』（2014年9月18日〜28日、下北沢小劇場）
  - 『明烏』（2015年7月）
  - 『天晴パラダイス青信号〜ゴールドフィンガー』（2016年）
  - 『天晴パラダイス青信号～サンダーボール大作戦』（2017年）
  - 『天晴パラダイス青信号～ベルリンより愛をこめて』（2018年4・5月、東京・大阪）
  - 『タイトル未定2018、東京』（2018年11月）
  - 『天晴スープレックス8』（2019年3月15日～24日、東京）
  - 『演目未定』（2019年7・8月、東京・大阪）

- ＜外部公演＞
  - 夢知無恥ぷれぜんつ『茶柱婦人』（2008年11月26日〜30日、恵比寿・エコー劇場）
  - ナルペクト主催『さよならまた逢う日まで』（2010年1月13日〜17日、劇場MOMO）
  - 夢知無恥ぷれぜんつ『猫舌ブギ』（2010年）
  - 『スマートモテリーマン講座2013』（2013年1月17日〜27日、天王洲銀河劇場）
  - 『軋み（きしみ）』（2015年4月16日〜19日、日暮里d‐倉庫）
  - 『ボクらの初体験奮闘記89’』(2017年）

### テレビドラマ
- 女と愛とミステリー 伊豆・天城越え殺人事件（2001年、テレビ東京）
- 春が来た（2002年、NHK）
- ですよねぇ。（2003年11月 - 12月、TBS） - 準レギュラー
- ニューカマーズ オンナノドク（2005年8月17日、フジテレビ）
- 坂の上の雲 （2009年、NHK）
- 勇者ヨシヒコシリーズ
  - 勇者ヨシヒコと魔王の城（2011年、テレビ東京） - 神父 役
  - 勇者ヨシヒコと悪霊の鍵（2012年、テレビ東京） - 神父 役
  - 勇者ヨシヒコと導かれし七人（2016年、テレビ東京） - 神父 役、亀島 役
- 天魔さんがゆく（2013年、TBS） - 警視庁巡査 大平三太 役
- アオイホノオ（2014年、テレビ東京）
- 相棒（テレビ朝日）
  - season13 第1話「ファントム・アサシン」（2014年10月15日） - 若島博文 役
  - season19 第16話「人生ゲーム」（2021年2月17日） - 小峰裕司 役
  - season23 第7話（2024年12月11日） - 押見博樹 役
- スーパーサラリーマン左江内氏 （2017年1月、第10話、日本テレビ）
- 日曜ドラマ「今日から俺は！」（2018年、日本テレビ）
- ドラマW ゴールデンカムイ -北海道刺青囚人争奪編- 第2話（2024年10月13日、WOWOW） - ニシン漁場の労働者 役

### 映画
- 「助太刀屋助六」監督・脚本：岡本喜八（2002年、東宝） - 手の者たち役
- 「Beauty うつくしいもの」（2008年、ジョリー・ロジャー）
- 「コドモ警察」監督・脚本：福田雄一（2013年、東宝）
- 「書くことの重さー 作家 佐藤泰志」監督・（2013年、配給：太秦）
- 「女子ーズ」監督・脚本：福田雄一（2014年、キングレコード）
- 「吠えても届かない」　監督：マツムラケンゾー（2014年、Wonderhearts Planet, inc.） - サナダ役
- 「仲代達矢・役者を生きる」監督・プロデュース：稲塚秀孝（2014年、配給：アークエンタテイメント）
- 「NORIN TEN~稲塚権次郎物語」監督・脚本：稲塚秀孝 (2015年)
- 「HK 変態仮面 アブノーマル・クライシス」監督・脚本：福田雄一（2016年）
- 「ホワイトリリー」（2017年、日活） - 主人公の元婚約者 西野康介 役
- 「斉木楠雄のΨ難」監督・脚本：福田雄一（2017年)
- 「カスリコ」脚本：國吉卓璽、監督：高瀬將嗣、（2018、製作：珠出版）

### CM
- ライオン
- アビバ
- アサヒビール クリアアサヒ